# Meriden (Hertfordshire)
Meriden – dzielnica miasta Watford, w Anglii, w Hertfordshire, w dystrykcie Watford. W 2011 roku dzielnica liczyła 7832 mieszkańców.